# Антеньяте
Антеньяте (італ. Antegnate, п'єм. Antegnate) — муніципалітет в Італії, у регіоні Ломбардія, провінція Бергамо.
Антеньяте розташоване на відстані близько 460 км на північний захід від Рима, 50 км на схід від Мілана, 26 км на південь від Бергамо.
Населення — 3215 осіб (2014).
Щорічний фестиваль відбувається 29 вересня. Покровитель — святий Михайло.

## Демографія
Населення за роками:

Станом на 1 січня 2023 року в муніципалітеті офіційно проживали 684 іноземці з 35 країн, серед них 79 громадян країн Євросоюзу та 18 громадян України.

## Сусідні муніципалітети
- Барбата
- Кальчо
- Ково
- Фонтанелла